# Lin Ivarsson
Lin Viktoria Ivarsson (8 gennaio 1996) è un'ex sciatrice alpina svedese.

## Biografia
Specialista delle prove veloci originaria di Åre e attiva dal dicembre del 2011, Lin Ivarsson ha esordito in Coppa Europa il 22 febbraio 2017 a Sarentino in supergigante e in Coppa del Mondo il 16 dicembre dello stesso anno a Val-d'Isère nella medesima specialità, in entrambi i casi senza completare la prova. Ha colto l'unico podio in Coppa Europa il 27 febbraio 2018 a Crans-Montana in discesa libera (3ª) e ai Mondiali di Åre 2019, suo esordio iridato, si è classificata 24ª nella discesa libera e non ha completato supergigante e combinata; ha conquistato il miglior risultato in Coppa del Mondo l'8 dicembre 2019 a Lake Louise in supergigante (21ª) e ai Mondiali di Cortina d'Ampezzo 2021, sua ultima presenza iridata, si è piazzata 29ª nella discesa libera e 35ª nel supergigante. Ha preso per l'ultima volta il via in Coppa del Mondo il 28 febbraio 2021 in Val di Fassa in supergigante (31ª) e la sua ultima gara in carriera è stata il supergigante di Coppa Europa disputato nella medesima località il 2 marzo seguente, non completato dalla Ivarsson; non ha preso parte a rassegne olimpiche.

## Palmarès

### Coppa del Mondo
- Miglior piazzamento in classifica generale: 109ª nel 2020

### Coppa Europa
- Miglior piazzamento in classifica generale: 49ª nel 2018
- 1 podio:
  - 1 terzo posto

### Campionati svedesi
- 4 medaglie:
  - 4 argenti (supergigante nel 2015; discesa libera nel 2017; discesa libera, supergigante nel 2018)